# Oxyinae
Oxyinae es una subfamilia de insectos ortópteros caelíferos perteneciente a la familia Acrididae. Se encuentran en América.

## Géneros
Según Orthoptera Species File (2 de abril de 2010):
- Oxyini Brunner von Wattenwyl 1893
  - Bermiella Bolívar, 1912
  - Bermiodes Bolívar, 1912
  - Bermius Stål, 1878
  - Caryanda Stål, 1878
  - Cercina Stål, 1878
  - Cranae Stål, 1878
  - Cranaella Ramme, 1941
  - Daperria Sjöstedt, 1921
  - Emeiacris Zheng, 1981
  - Gesonula Uvarov, 1940
  - Lemba Huang, 1983
  - Nepalocaryanda Ingrisch, 1990
  - Oxya Serville, 1831
  - Oxyina Hollis, 1975
  - Paracranae Willemse, 1931
  - Philicranae Willemse, 1955
  - Pseudocaryanda Willemse, 1939
  - Pseudocranae Bolívar, 1898
  - Pseudoxya Yin & Liu, 1987
  - Quilta Stål, 1861
  - Thanmoia Ramme, 1941
  - Tolgadia Sjöstedt, 1920
- Praxibulini Rehn, 1957
  - Kosciuscola Sjöstedt, 1933
  - Methiola Sjöstedt, 1920
  - Methiolopsis Rehn, 1957
  - Praxibulus Bolívar, 1906
- tribu indéterminée
  - Badistica Karsch, 1891
  - Chitaura Bolívar, 1918
  - Cylindrotiltus Ramme, 1929
  - Digentia Stål, 1878
  - Dirshia Brown, 1962
  - Gerista Bolívar, 1905
  - Hygracris Uvarov, 1921
  - Oxycrobylus Ingrisch, 1989
  - Oxytauchira Ramme, 1941
  - Pterotiltus Karsch, 1893